# Одинцово (Кимрский район)
Одинцо́во — деревня в Кимрском районе Тверской области России.
Входит в состав Печетовского сельского поселения.

## География и транспорт
Деревня Одинцово по автодорогам расположена в 23 км к северо-западу от города Кимры, в 31 км от железнодорожной станции Савёлово, и в 161 км от МКАД.
Деревня находится на реке Малая Пудица и окружена массивом мелколиственных и хвойных лесов. Почва в деревне в большинстве своем относится к супесям, во многих местах присутствуют значительные залежи торфа. К северо-востоку от деревни находится Битюковское болото.
Ближайшие населенные пункты — деревни Покровское, Андрейцево и Янино.
По данным кимрской автостанции от города Кимры и железнодорожной станции Савёлово до Одинцово ежедневно (кроме вторников) по 2 раза в день курсирует автобус ПАЗ-3205 по следующим маршрутам:
- «Яковлевское» (маршрут № 108, до деревни Яковлевское);
- «Вороново» (маршрут № 109, до деревни Николо-Ям).

## История
Деревня Одинцово впервые появляется на карте Тверского наместничества 1792 г.
Во второй половине XIX — начале XX века деревня Одинцово входила в Паскинскую волость Корчевского уезда Тверской губернии.
В 1929 г. деревня Одинцово вошла в состав новообразованного Кимрского района, который, в свою очередь, вошел в состав Московской области.
В 1935 г. деревня вошла в состав новообразованной Калининской области.
С начала 90-х гг. деревня была в составе Паскинского сельского округа (ликвидирован в 2006 г.).
В 2006 г. деревня Одинцово вошла в состав новообразованного Печетовского сельского поселения.

## Население
| 1859 | 2002 | 2010 |
| ---- | ---- | ---- |
| 16   | ↘11  | ↘3   |

## Достопримечательности
- река Малая Пудица и близлежащие леса пользуются большой популярностью у рыболовов и охотников.

## Учреждения
На момент 2018 г. жители деревни ездят в среднюю общеобразовательную школу деревни Неклюдово, а также в город Кимры. За медицинскими услугами — в Печетовский ФАП, а также в город Кимры.
Ближайший банкомат и отделение Сбербанка находятся в городе Кимры.